# Chế Năng
Chế Năng (制能) là vua của Chăm Pa, lúc đó là chư hầu của Đại Việt từ năm 1312 tới 1318.:229

## Tiểu sử
Chế Năng là con thứ hậu Tapasi của vua Chế Mân, người Yavadvipa.
Khi Đại Việt dưới thời vua Trần Anh Tông chiếm đóng Chăm Pa. Chế Đà A Bà Niêm được đưa lên thay thế anh cùng cha khác mẹ mình là vua Chế Chí năm 1312, lấy tước hiệu Chế Năng.
Năm 1314 Chế Năng kéo quân ra Bắc chiếm lại châu Ô và châu Lý và chỉ bị đẩy lui 5 năm sau đó. Năm 1318, vua Trần Minh Tông gửi quân dưới sự lãnh đạo của tướng Trần Quốc Chẩn và Phạm Ngũ Lão tiến xuống Đồ Bàn, Chế Năng cùng hoàng gia chạy sang Java lánh nạn, triều đình Chiêm Thành bị bỏ trống.